# Beni Ouarsous
Beni Ouarsous là một đô thị thuộc tỉnh Tlemcen, Algérie. Dân số thời điểm năm 2002 là 11.018 người.